# Tassili n'Ajjer

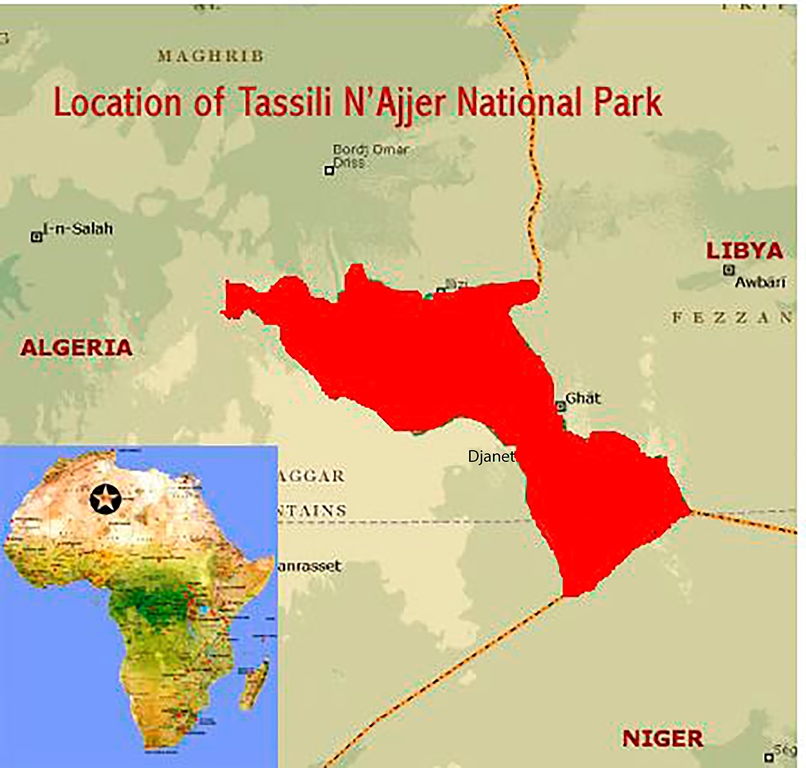
Mapa del Parque nacional Tassili n'Ajjer.

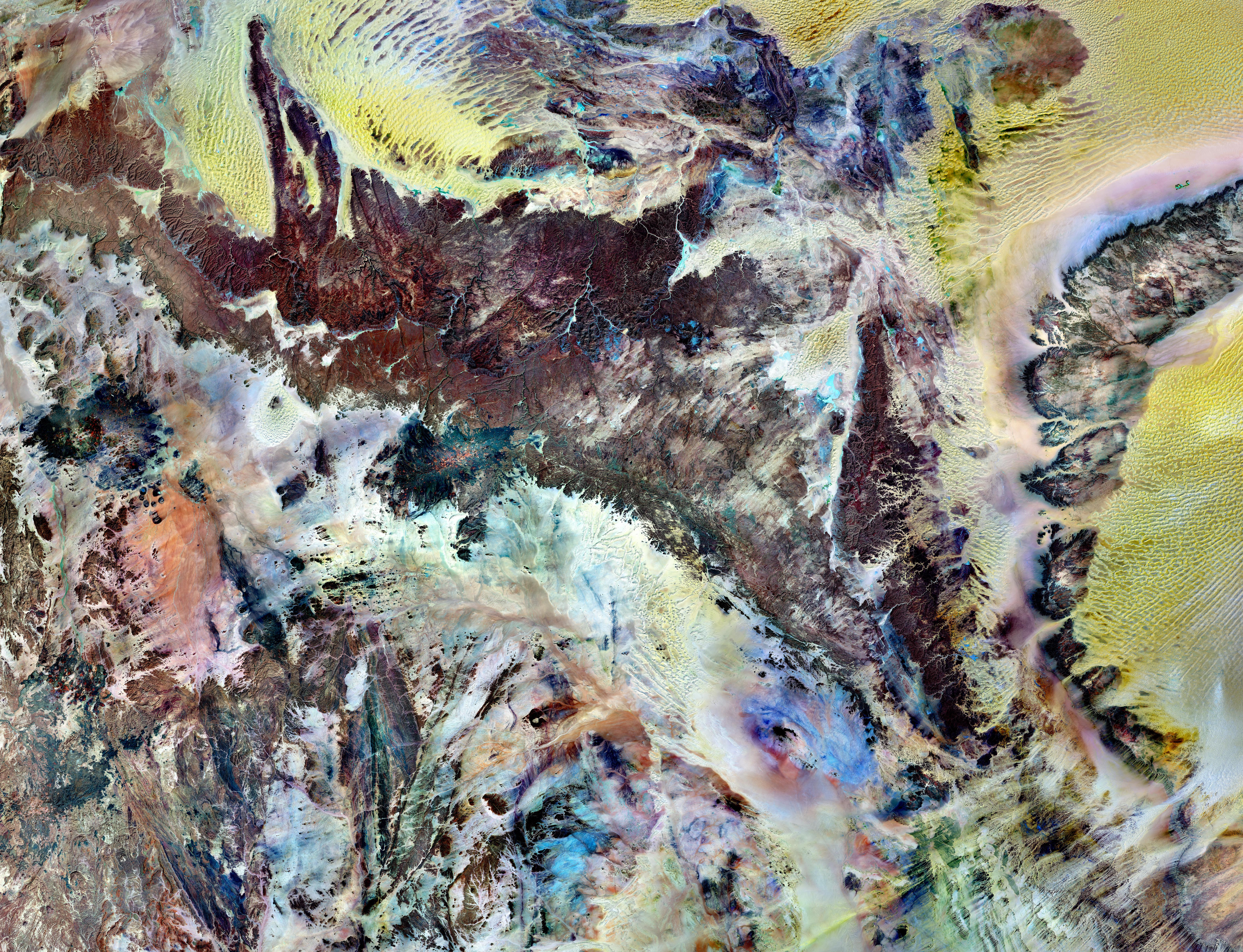
Imagen multicapa del Landsat de Tassili n'Ajjer.

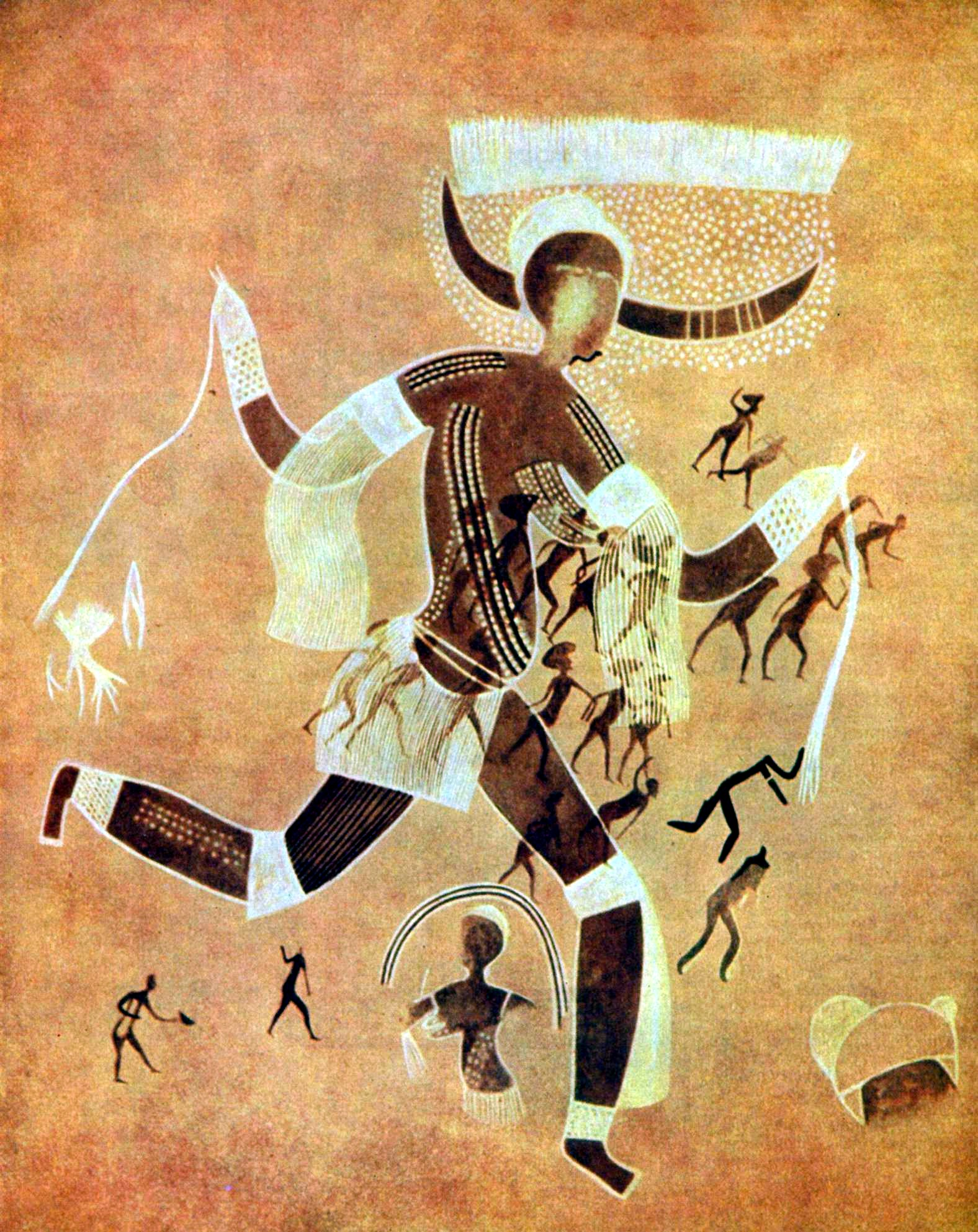
Reproducción de "Diosa con cuernos" o "Dama con cuernos corriendo", pintura rupestre de cabezas redondas, Auanrhet.

Tassili n'Ajjer (en bereber: Tasili n Azjer, ⵜⴰⵙⵉⵍⵉ ⵏ ⴰⵣⴶⴰⵔ, que significa "Meseta del toro" en idioma tamahaq) es un parque nacional en el desierto del Sahara, ubicado en una vasta meseta en el sureste de Argelia, entre las localidades de Dider e Iherir. Posee una de las agrupaciones de arte rupestre prehistórico más importantes del mundo, y que cubre un área de más de 72 000 km².
Fue inscrito en la lista de sitios considerados Patrimonio Mundial de la UNESCO en 1982.

## Situación
La meseta de Tassili es un área montañosa en pleno desierto del Sahara, en el sudeste argelino en las fronteras de Libia, Níger y Malí, que cubre un área de 72 000 km².
Se extiende de 26°20′N 5°00′E / 26.333, 5.000 este-sureste a 24°00′N 10°00′E / 24.000, 10.000 . Su punto más alto es el Adrar Afao que alcanza un máximo de 2158 metros sobre el nivel del mar, situado en 25°10′N 8°11′E / 25.167, 8.183. La ciudad más cercana es Djanet, a unos 10 kilómetros (6,2 mi) al suroeste de Tassili n'Ajjer. El sitio arqueológico ha sido designado parque nacional, Reserva de la Biosfera (cipreses) y fue incluido en la lista de Patrimonio de la Humanidad de la UNESCO como Parque Nacional Tassili n'Ajjer.
El relieve del Tassili n'Ajjer es particularmente agreste: las inmensas llanuras rocosas que a veces dan paso a "bosques" de monolitos están talladas con "akbas" (agujeros en los escarpes) a los que sólo se puede acceder a pie o en dromedario y múltiples fallas y cañones que a veces albergan un guelta alimentado por las raras y violentas tormentas que barren el desierto cada dos o tres años.
El macizo está habitado por los tuareg del grupo Kel Ajjer. Su principal ciudad Djanet es un pequeño oasis en el extremo occidental de la región.

## Geología
La meseta también es de gran interés geológico y estético. Su panorama de formaciones geológicas de bosques de rocas, que comprende arenisca erosionada, se asemeja a un extraño paisaje lunar. La gama geológica se compone principalmente de arenisca. La arenisca está manchada por una delgada capa externa de óxidos metálicos depositados que colorean las formaciones rocosas desde casi negro hasta rojo opaco. Los terrenos de este paraje de rocas de arenisca están sometidos a la erosión éólica de la superficie, conformando un total de más de 300 arcos naturales rocosos, así como muchas otras estructuras de curiosas y llamativas formas. 

## Ecología
Debido a su altitud y la capacidad de retención de agua de la arenisca, es por lo que la vegetación de este paraje difiere grandemente de la del desierto circundante. Entre las especies que cubren la superficie arbolada, dos especies endémicas y amenazadas: el ciprés del Sáhara (Cupressus dupreziana) y el mirto del Sahara (Myrtus nivellei).
El nombre bereber de este monumento natural viene a significar "meseta de los ríos", dándonos idea que en un tiempo no demasiado remoto el clima y por tanto los ecosistemas de la región eran bastante más húmedos que en la actualidad.
El bioma más característico e identificativo de la región es el matorral de montaña del Sahara Occidental.
Las poblaciones relictas del cocodrilo de África occidental persistieron en Tassili n'Ajjer hasta el siglo XX. Varias otras especies de fauna aún residen en la meseta, incluidos los muflones, el único tipo sobreviviente de los mamíferos más grandes representados en las pinturas rupestres de la zona.

## Arte prehistórico
La formación rocosa es un yacimiento arqueológico, conocido por sus numerosas obras parietales prehistóricas de arte rupestre, reportadas por primera vez en 1910, que datan de la era neolítica temprana al final del último período glacial durante el cual el Sahara fue una sabana habitable. en lugar del desierto actual. Aunque las fuentes varían considerablemente, se supone que las primeras obras de arte tienen 12,000 años. La gran mayoría data de los  milenios IX y X AP o menos, según la datación OSL de los sedimentos asociados. Entre los 15.000 grabados identificados hasta ahora se encuentran representados grandes animales salvajes, incluidos antílopes y cocodrilos, rebaños de ganado y humanos que se dedican a actividades como la caza y la danza.
Aunque Argelia está relativamente cerca de la Península ibérica, el arte rupestre de Tassili n'Ajjer evolucionó al margen de la tradición europea.
Al igual que otros yacimientos saharianos de arte rupestre, Tassili puede dividirse en cinco tradiciones distintas: Arcaica (de 10.000 a 7.500 a. C.), Cabeza redonda (de 7.550 a 5.050 a. C.), Bovidiana o Pastoral (de 4.500 a 4.000 a. C.), Caballo (de 2.000 a. C. a 50) y Camello (de 1.000 a. C. en adelante). Aunque estos periodos se pretenden sucesivos, los plazos son flexibles y los arqueólogos los reconstruyen constantemente a medida que se desarrolla la tecnología y la interpretación. El arte fue datado por arqueólogos que recogieron fragmentos caídos y restos de la pared rocosa.
Una pieza notable y común entre los escritos académicos es la "Mujer con cuernos corriendo", también conocida como la "Diosa con cuernos", del periodo de las cabezas redondas. La imagen representa una figura femenina con cuernos en medio de un paso largo; con puntos que adornan su torso y extremidades, vestida con brazaletes con flecos, falda, bandas en las piernas y tobilleras. Según Arisika Razak, la Diosa de los cuernos de Tassili es un ejemplo temprano del "Sagrado femenino africano". Su feminidad, fertilidad y conexión con la naturaleza están enfatizados mientras el artista neolítico superpone la figura a otras más pequeñas y antiguas. El uso de cuernos de toro es un tema común en las pinturas posteriores de cabezas redondas, lo que refleja la constante integración del ganado domesticado en la vida cotidiana sahariana. La imaginería ganadera, en concreto la de los toros, se convirtió en un tema central no sólo en Tassili, sino también en otros yacimientos cercanos de Libia.
Según la UNESCO, "La densidad excepcional de pinturas y grabados ... han hecho que Tassili sea mundialmente famoso". El Parque Cultural Tassili (72 000 km2) fue inscrito en la UNESCO y clasificado como reserva de la biosfera desde 1986.

## Arte rupestre
Con más de 15.000 muestras de pintura y grabado rupestre, ésta es sin duda alguna, de las más importantes y ricas manifestaciones artísticas procedentes del Paleolítico superior y del Neolítico.
Estas pinturas nos dan una fiel idea de la evolución de la fauna y de las costumbres humanas en esta región desde hace más de 8.000 años hasta las primeras centurias de nuestra era.

Grabados rupestres de Tin-Taghirt
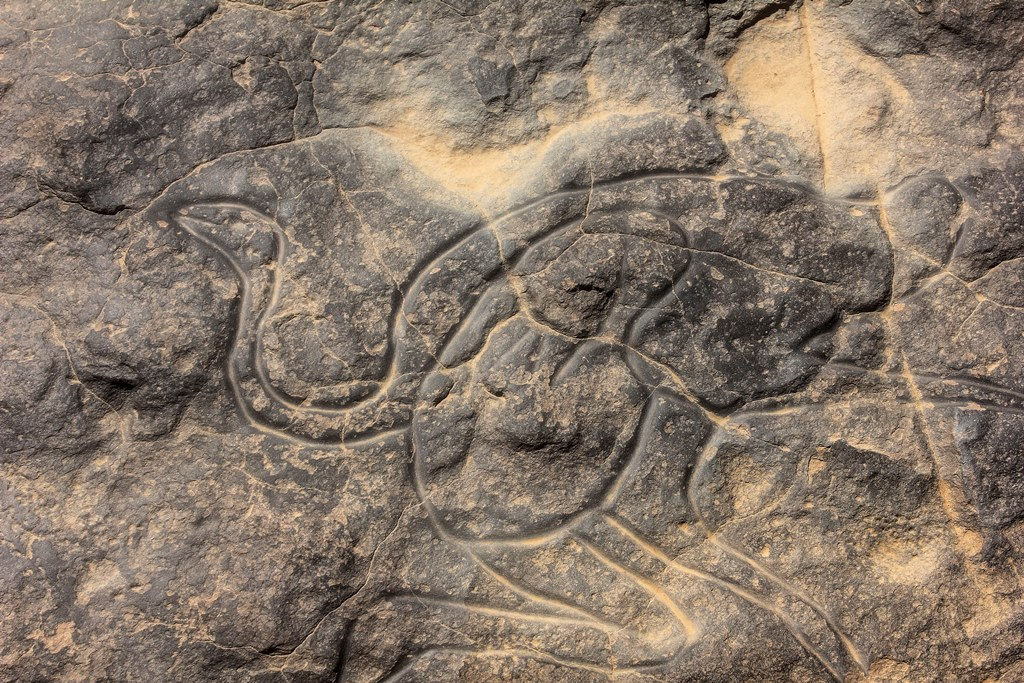
Avestruz
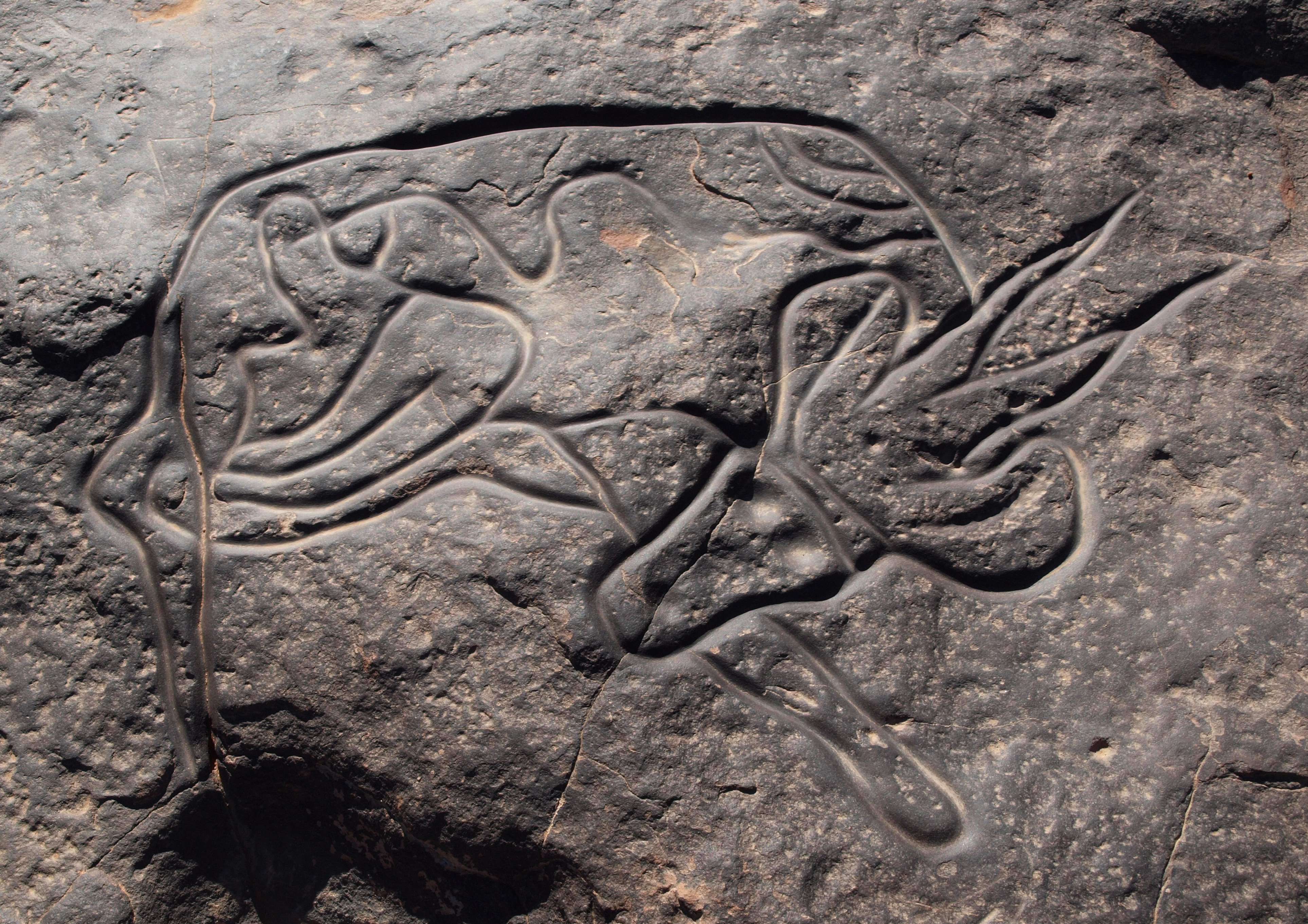
Antílope durmiente (se encuentra en el reverso del billete de 1000 dinares argelinos
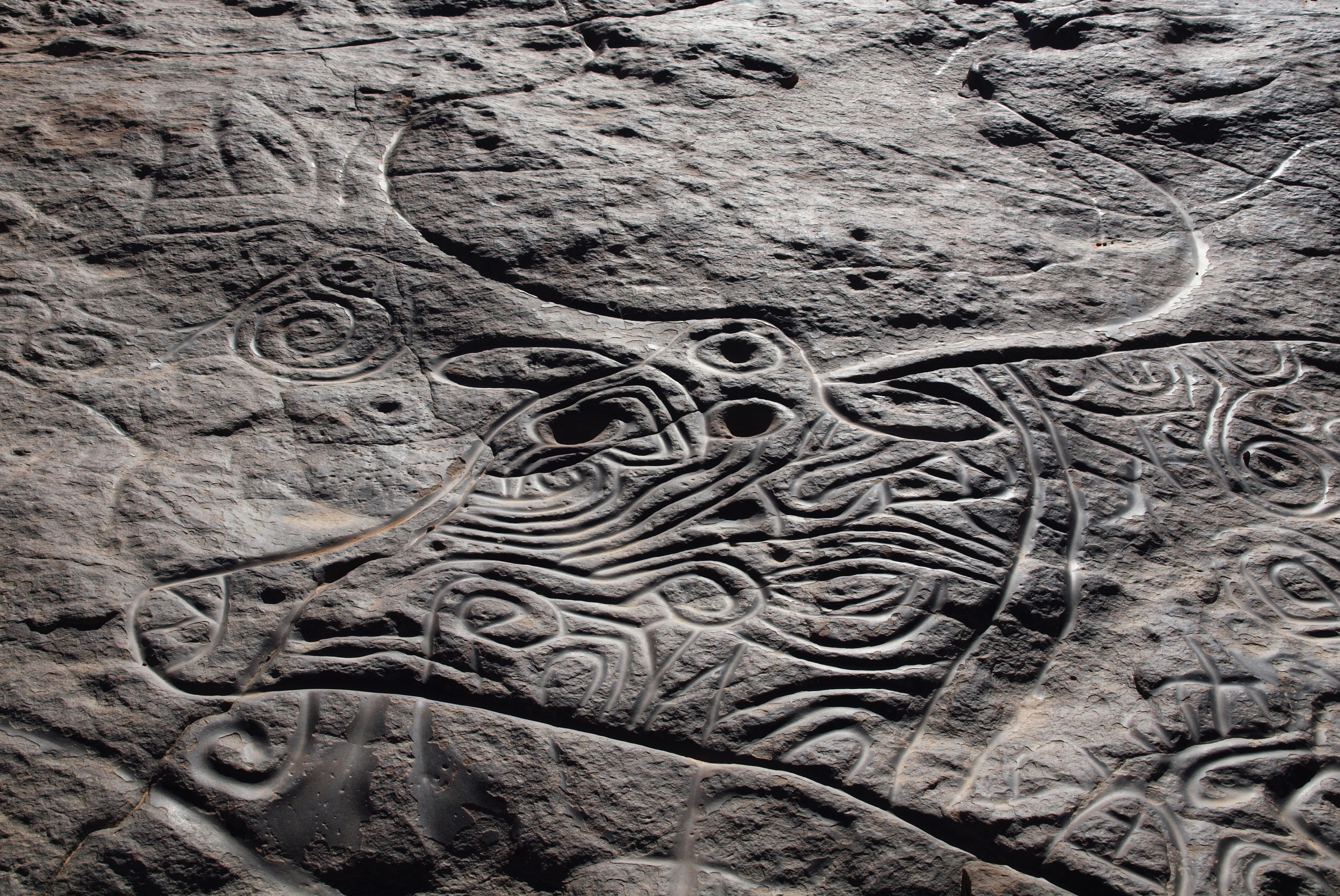
Bubalus antiquus
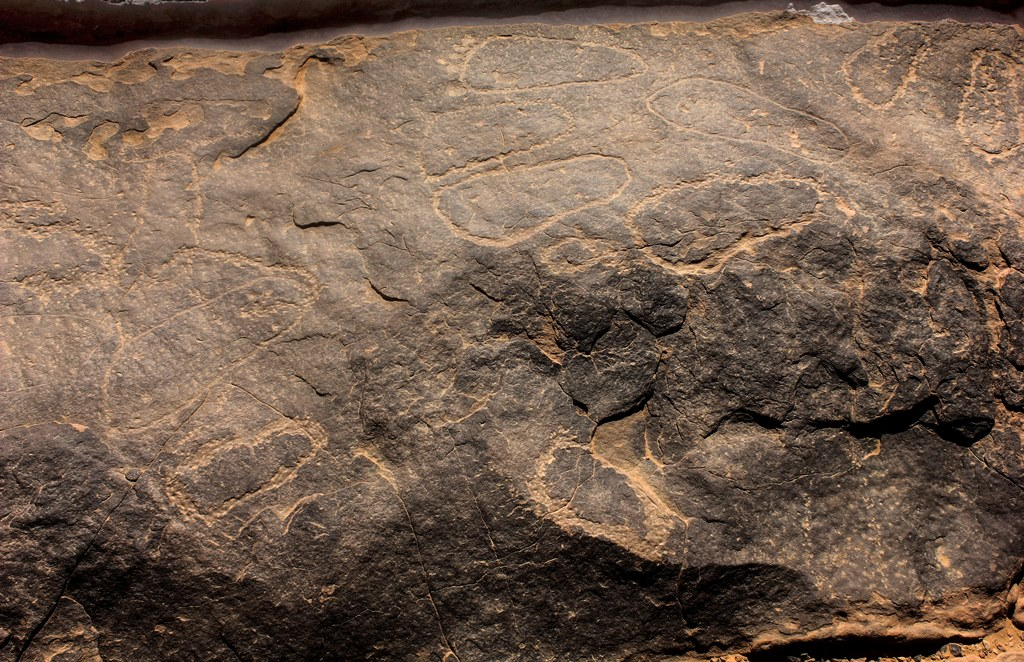
Huellas de pisadas
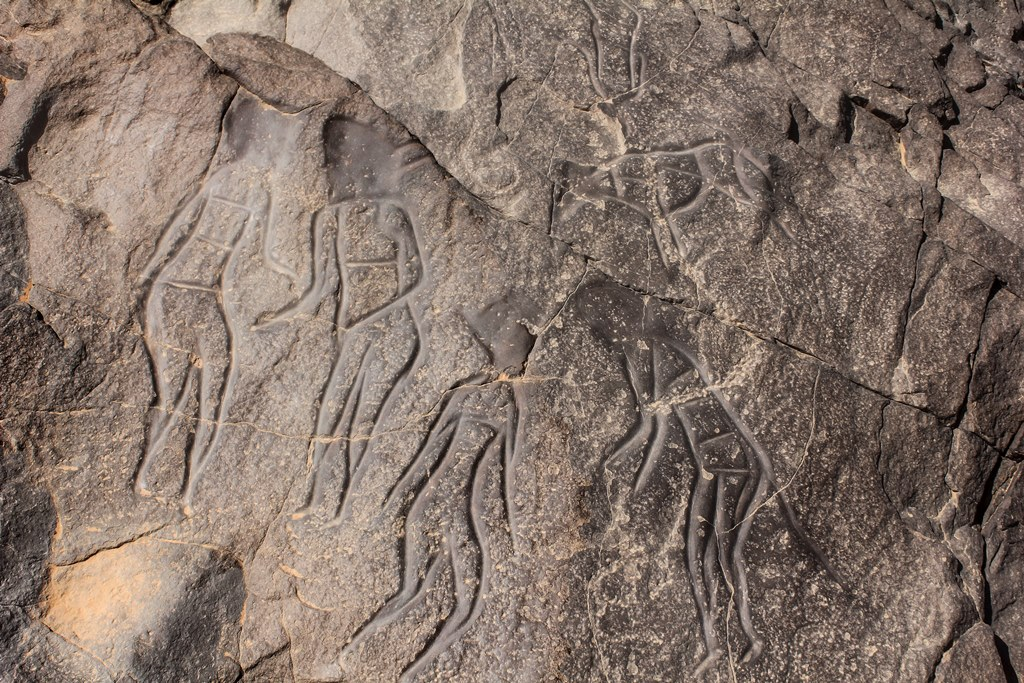
Seres humanos

## Arte rupestre fungoide

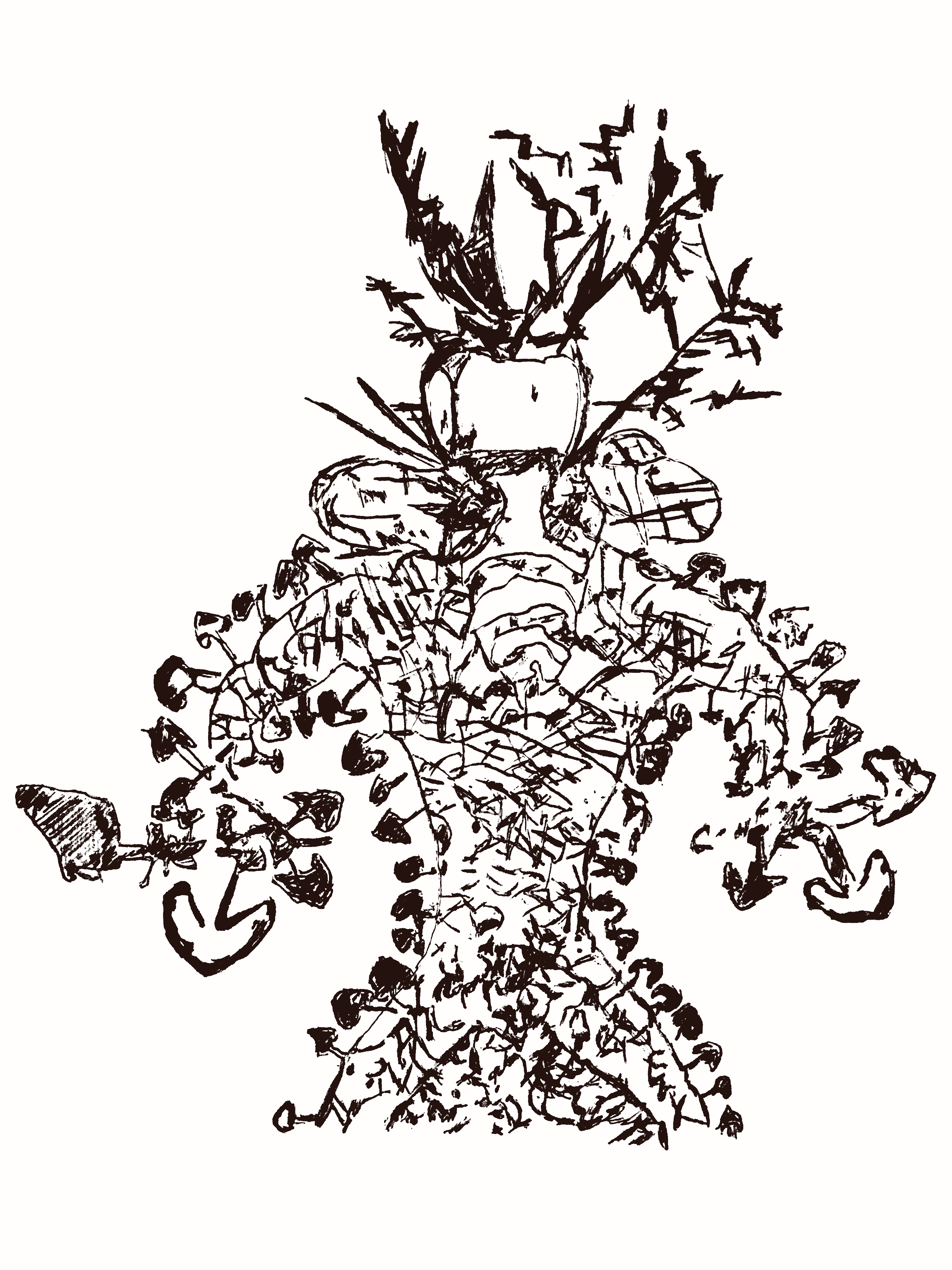
Reproducción anónima del hombre del hongo Tassili Matalem-Amazar encontrado en Tassili.

En 1989, el investigador psicodélico Giorgio Samorini expuso la teoría de que las pinturas fungosas en las cuevas de Tassili son prueba de la relación entre humanos y psicodélicos en las antiguas poblaciones del Sahara, cuando todavía era una tierra verde salvaje.

Una de las escenas más importantes se encuentra en el yacimiento de arte rupestre de Tin-Tazarift, en Tassili, en el que encontramos una serie de figuras enmascaradas en fila y vestidas hieráticamente o como bailarinas rodeadas de largos y vivos festones de diseños geométricos de diferentes tipos. Cada danzante sostiene un objeto parecido a una seta en la mano derecha y, lo que es aún más sorprendente, de este objeto salen dos líneas paralelas que llegan hasta la parte central de la cabeza del bailarín, la zona de las raíces de los dos cuernos. Esta doble línea podría significar una asociación indirecta o un fluido no material que pasa del objeto sostenido en la mano derecha y la mente. Esta interpretación coincidiría con la de los hongos si tenemos en cuenta el valor mental universal inducido por los hongos alucinógenos y los vegetales, que a menudo es de naturaleza mística y espiritual... En un abrigo de Tin-Abuteka, en Tassili, aparece al menos dos veces un motivo que asocia setas y peces; una asociación de símbolos única entre las culturas etnomicológicas... Se representan dos setas enfrentadas, en posición perpendicular sobre el motivo del pez y cerca de la cola. No lejos de aquí, arriba, encontramos otros peces similares a los anteriores, pero sin las setas laterales.
Semorini, 2009

Esta teoría fue reutilizada por el ícono de la nueva era Terence McKenna en su libro de 1992 Food of the Gods, con la hipótesis de que la cultura neolítica que habitaba el sitio usaba hongos psilocibina como parte de su vida ritual religiosa, citando pinturas rupestres que muestran a personas sosteniendo objetos similares a hongos. en sus manos, así como hongos que crecen de sus cuerpos. Para Henri Lohte, que descubrió las cuevas de Tassili a fines de la década de 1950, estos eran obviamente santuarios secretos.
La pintura que mejor respalda la hipótesis del hongo es el hombre del hongo Tassili Matalem-Amazar, donde el cuerpo del chamán representado está cubierto de hongos. Según Earl Lee en su libro From the Bodies of the Gods: Psychoactive Plants and the Cults of the Dead (2012), esta imagen se refiere a un antiguo episodio donde un "chamán de hongos" fue enterrado con su ropa, y cuando fue desenterrado algún tiempo más tarde, su cuerpo estaba cubierto de pequeños hongos que crecían en su ropa. Earl Lee consideró las pinturas de hongos en Tassili bastante realistas.
Según Brian Akers, escritor del diario Mushroom, el arte rupestre fungoide en Tassili no se parece a las representaciones de Psilocybe hispanica en las cuevas de Selva Pascuala (2015). El arte en Tassili ni siquiera se considera realista.

## Arqueología
El arte rupestre argelino ha sido objeto de estudio europeo desde 1863, con estudios realizados por «A. Pomel (1893-1898), Stéphane Gsell (1901-1927), G. B. M. Flamand (1892-1921), Leo Frobenius y Hugo Obermaier (1925), Henri Breuil (1931-1957), L. Joleaud (1918-1938) y Raymond Vaufrey (1935-1955)».
Tassili ya era bien conocido a principios del siglo XX, pero los occidentales lo conocieron ampliamente a través de una serie de bocetos realizados por legionarios franceses, en particular el teniente Charles Brenans en la década de 1930. Llevó consigo al arqueólogo francés Henri Lhote, quien regresaría posteriormente en 1956-1957, 1959, 1962 y 1970. Las expediciones de Lhote han sido duramente criticadas, y su equipo ha sido acusado de falsificar imágenes y de dañar las pinturas al aclararlas para calcarlas y fotografiarlas, lo que resultó en una reducción irreparable de los colores originales.

## Galería de imágenes

### Arte rupestre, ciprés sahariano y paisajes del Tassili

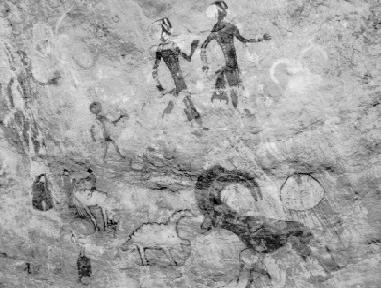
Figuras humanas
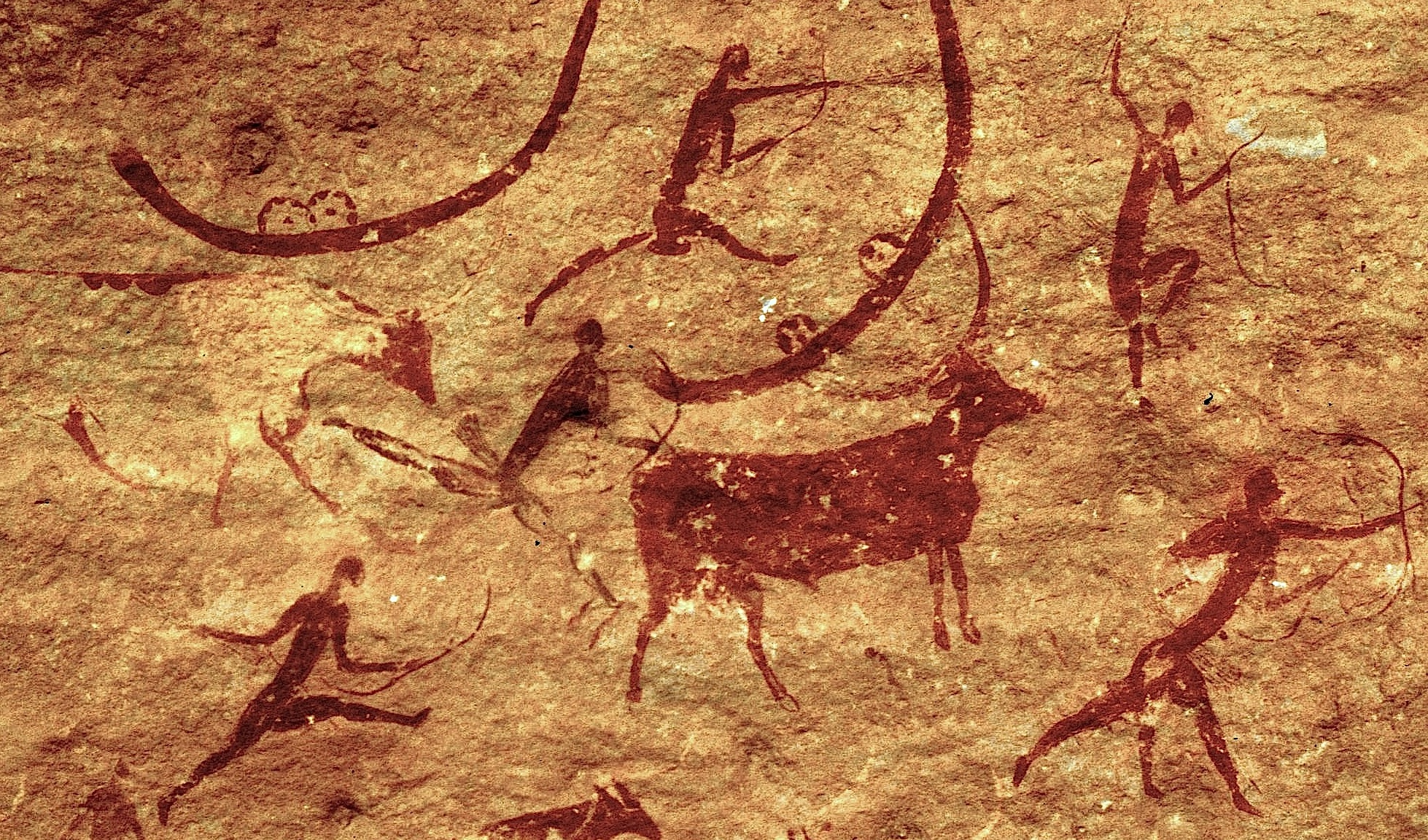
Figuras humanas con arcos y animales
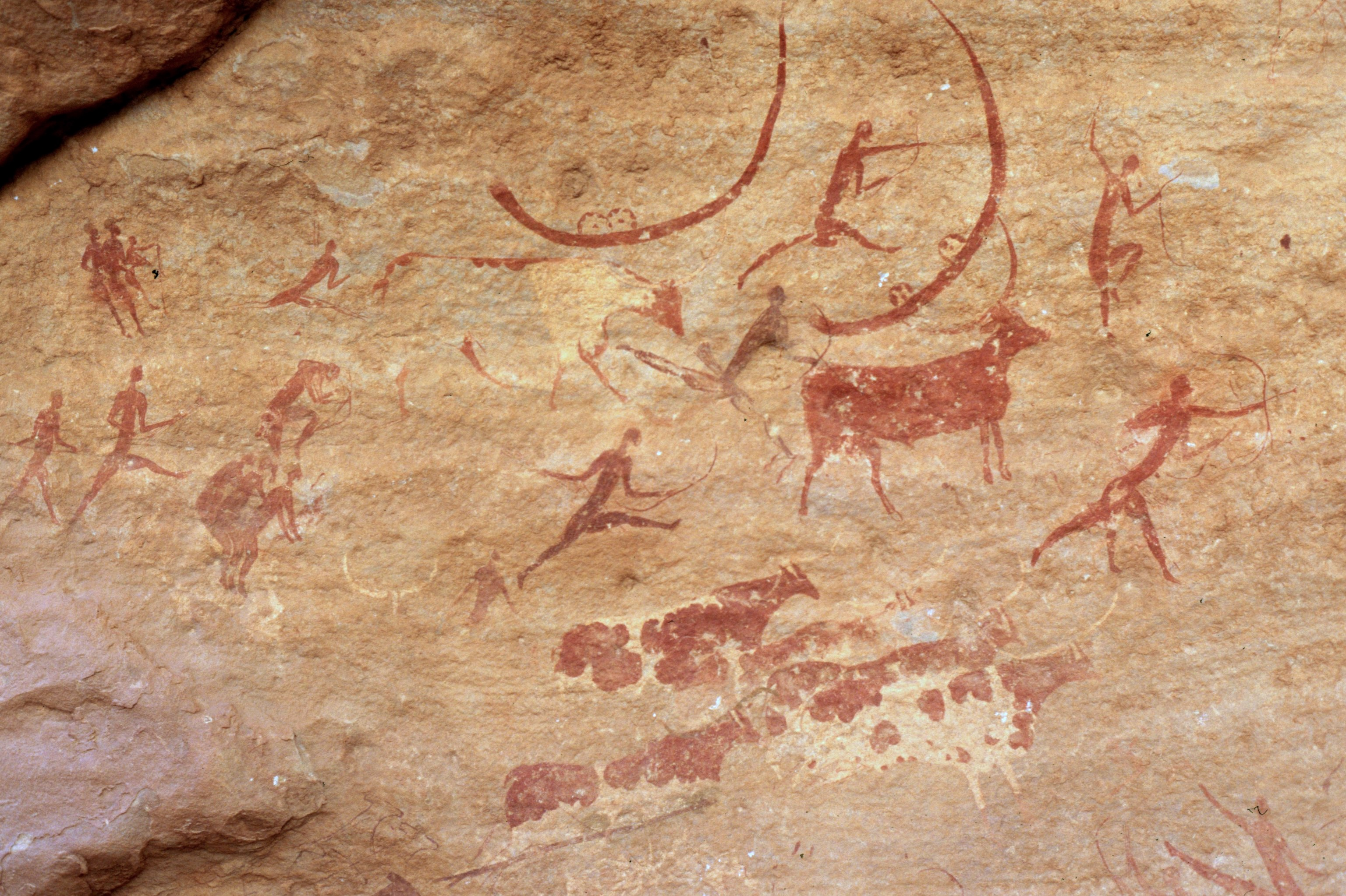
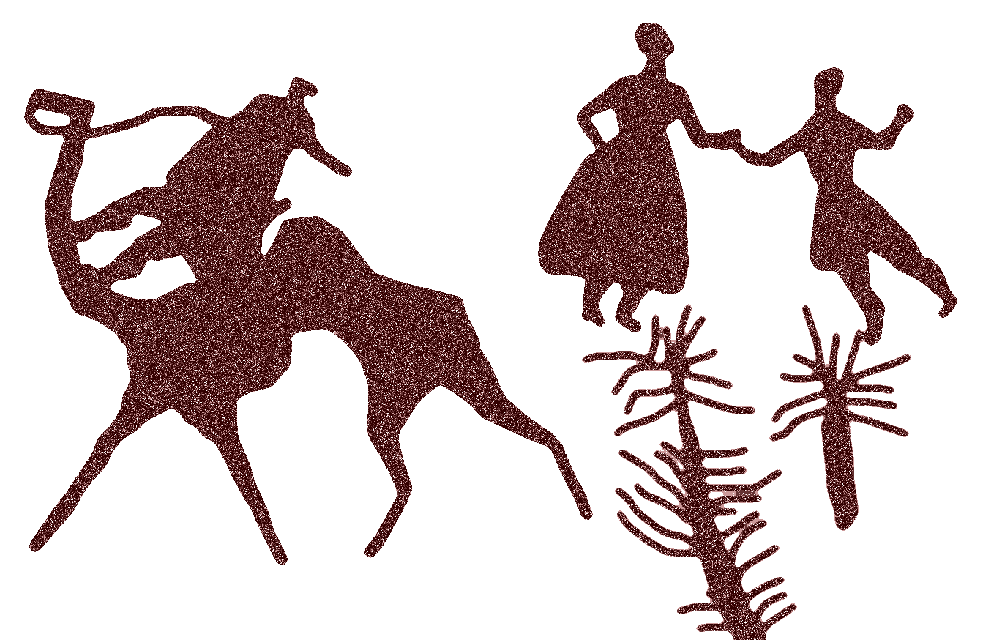
Camellos
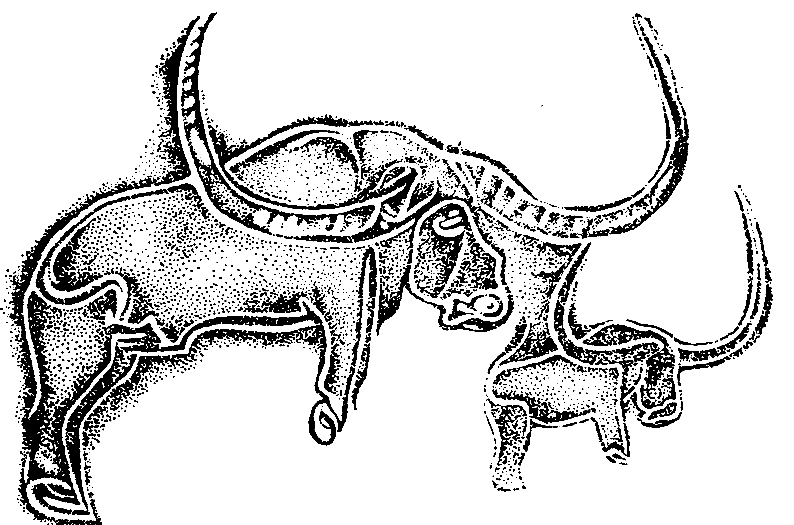
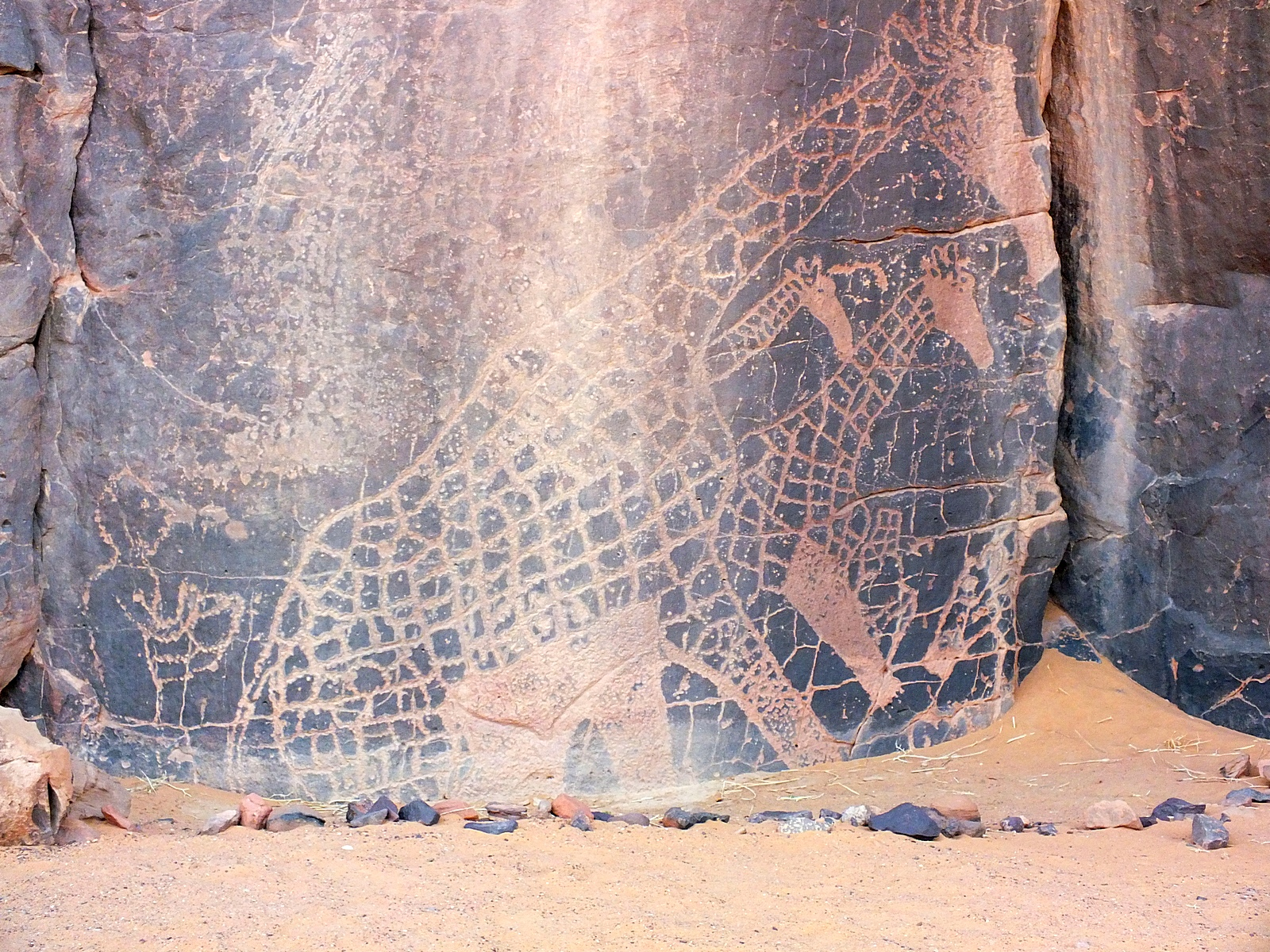
Pintura rupestre
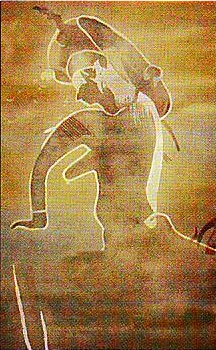
Antinea
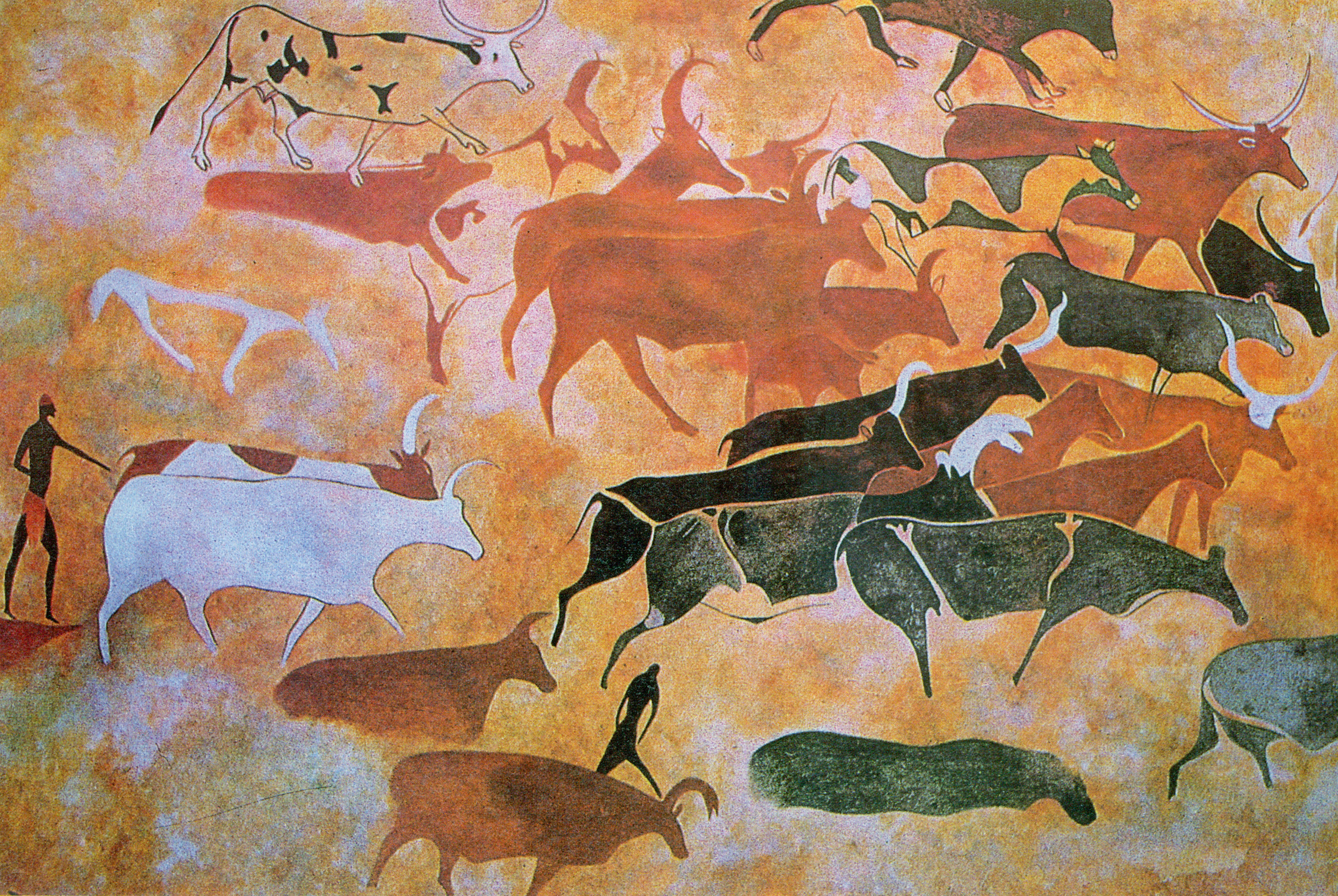
Pinturas en una cueva
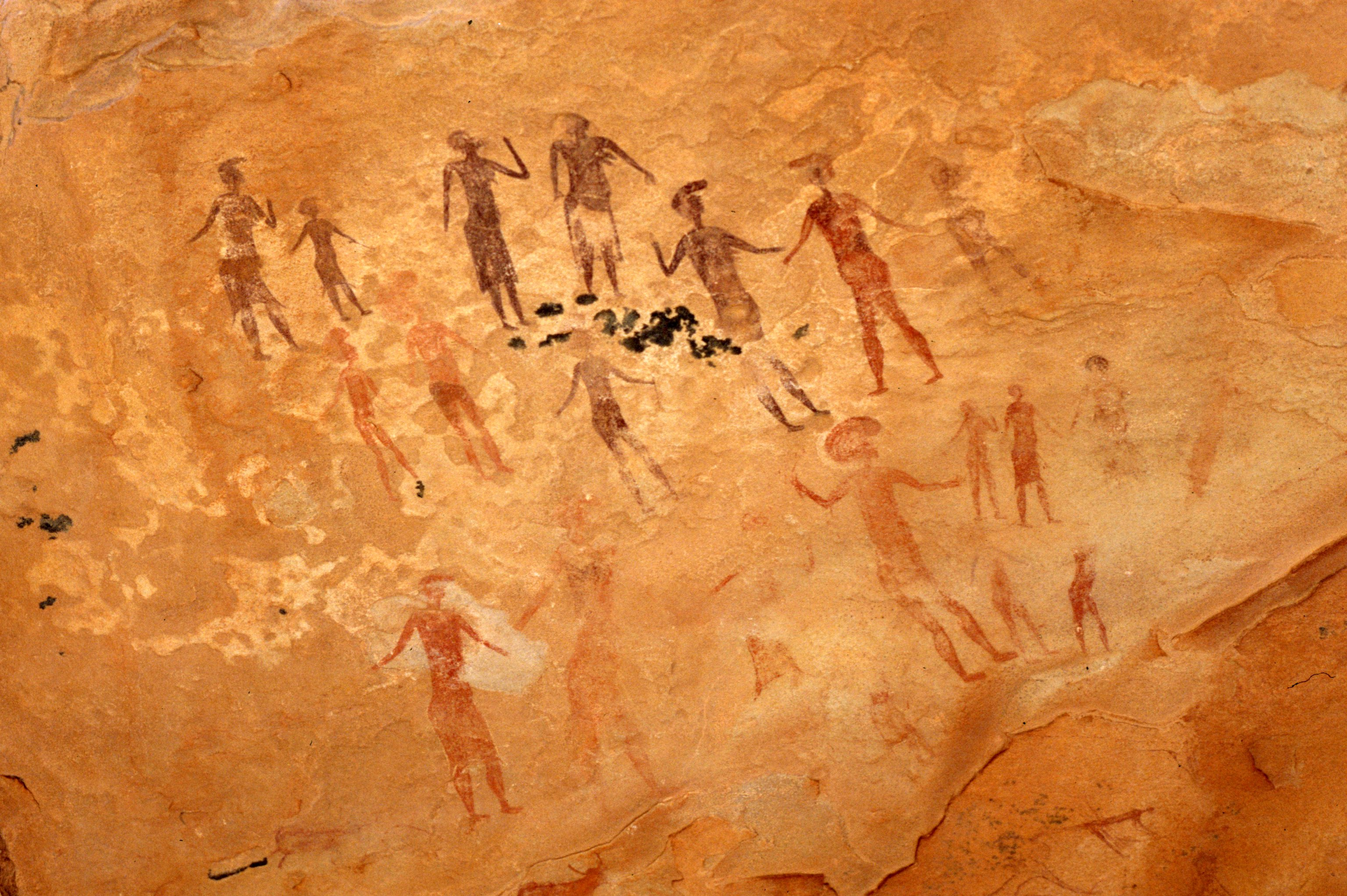
Figuras humanas
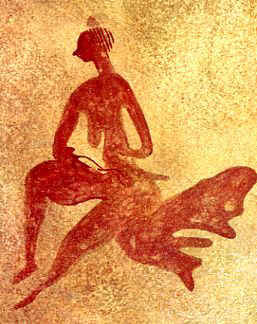
Imagen de una mujer sentada o danzando
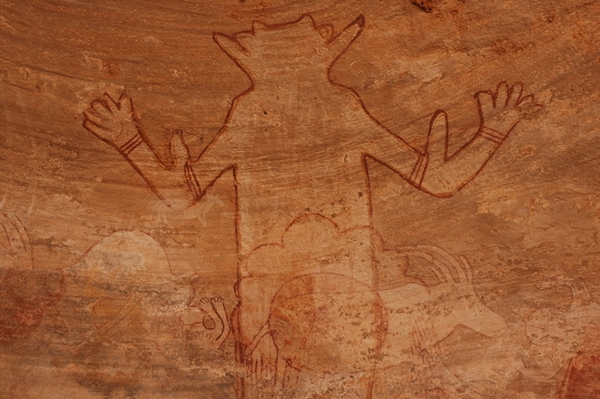
Figura ritual de un chamán

Paisajes del Tassili
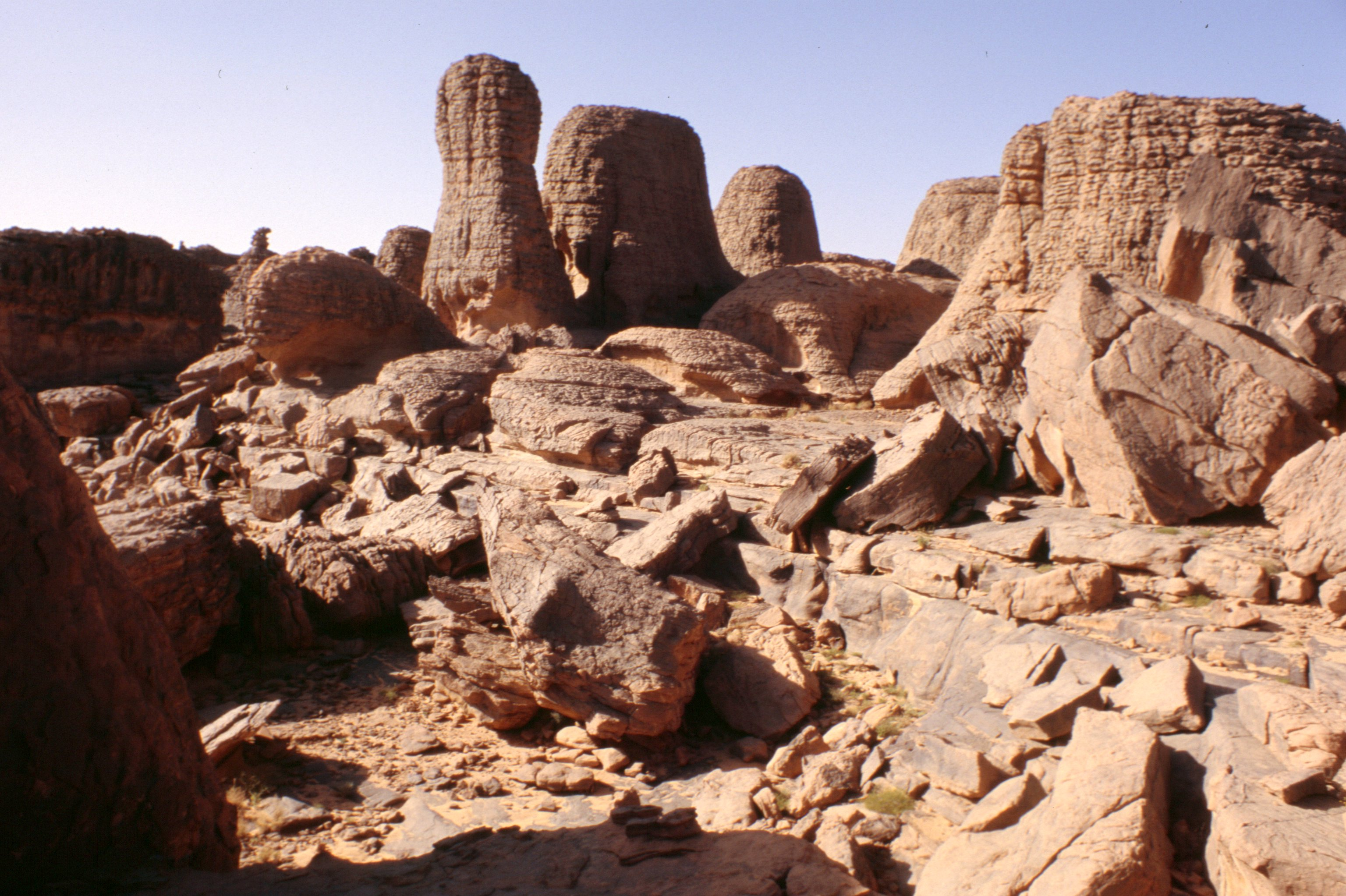
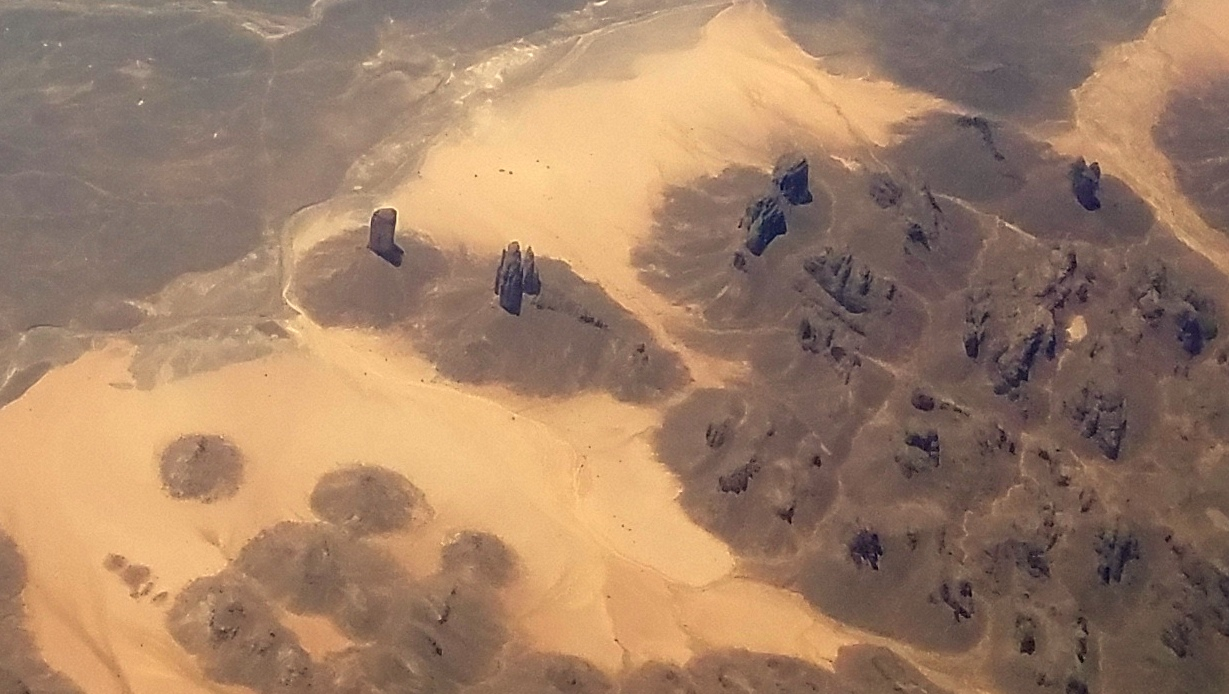
Columnas rocosas muy altas , foto tomada desde 9.000 m
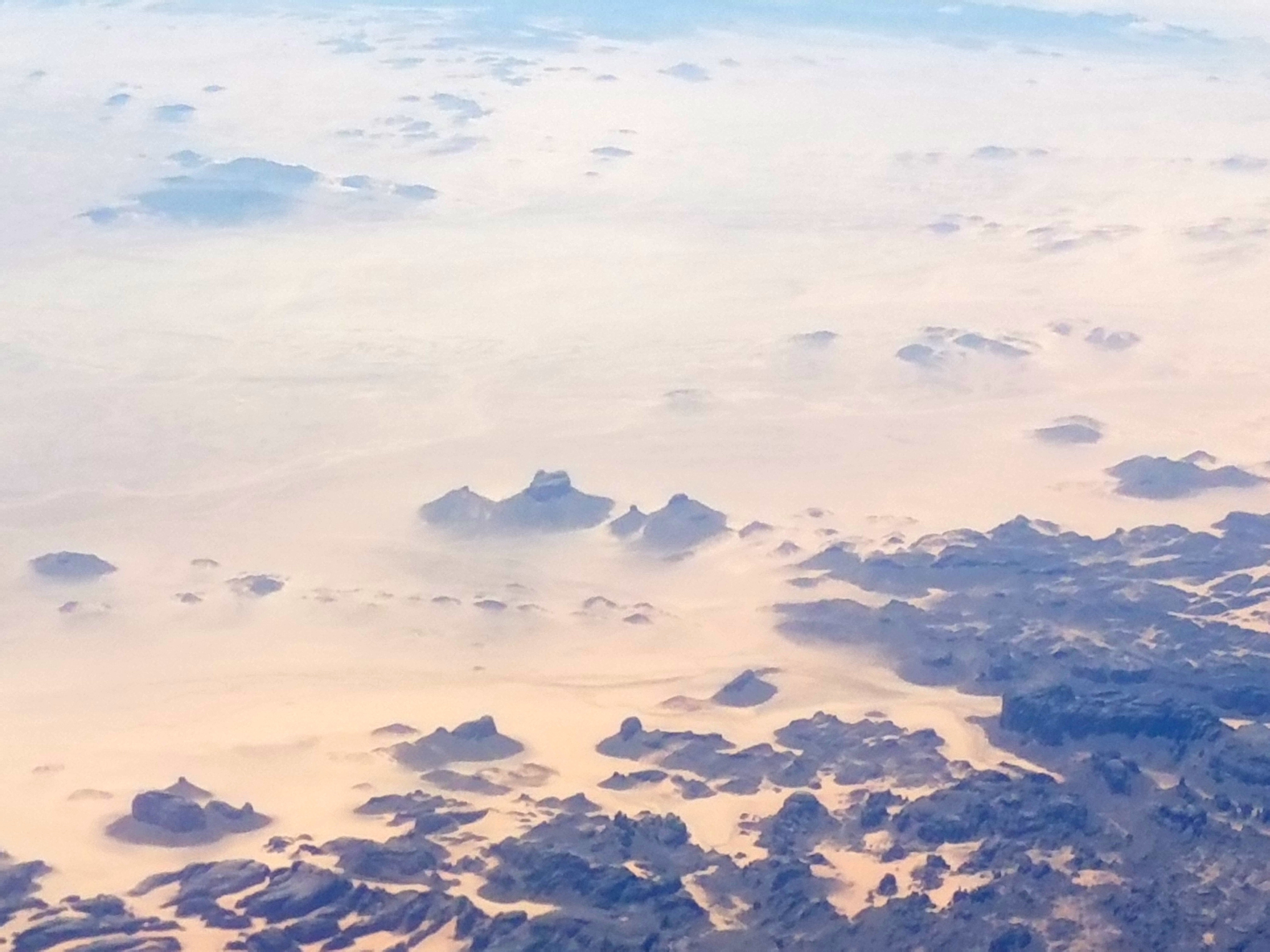
Dunas en Tassili n'Ajjer
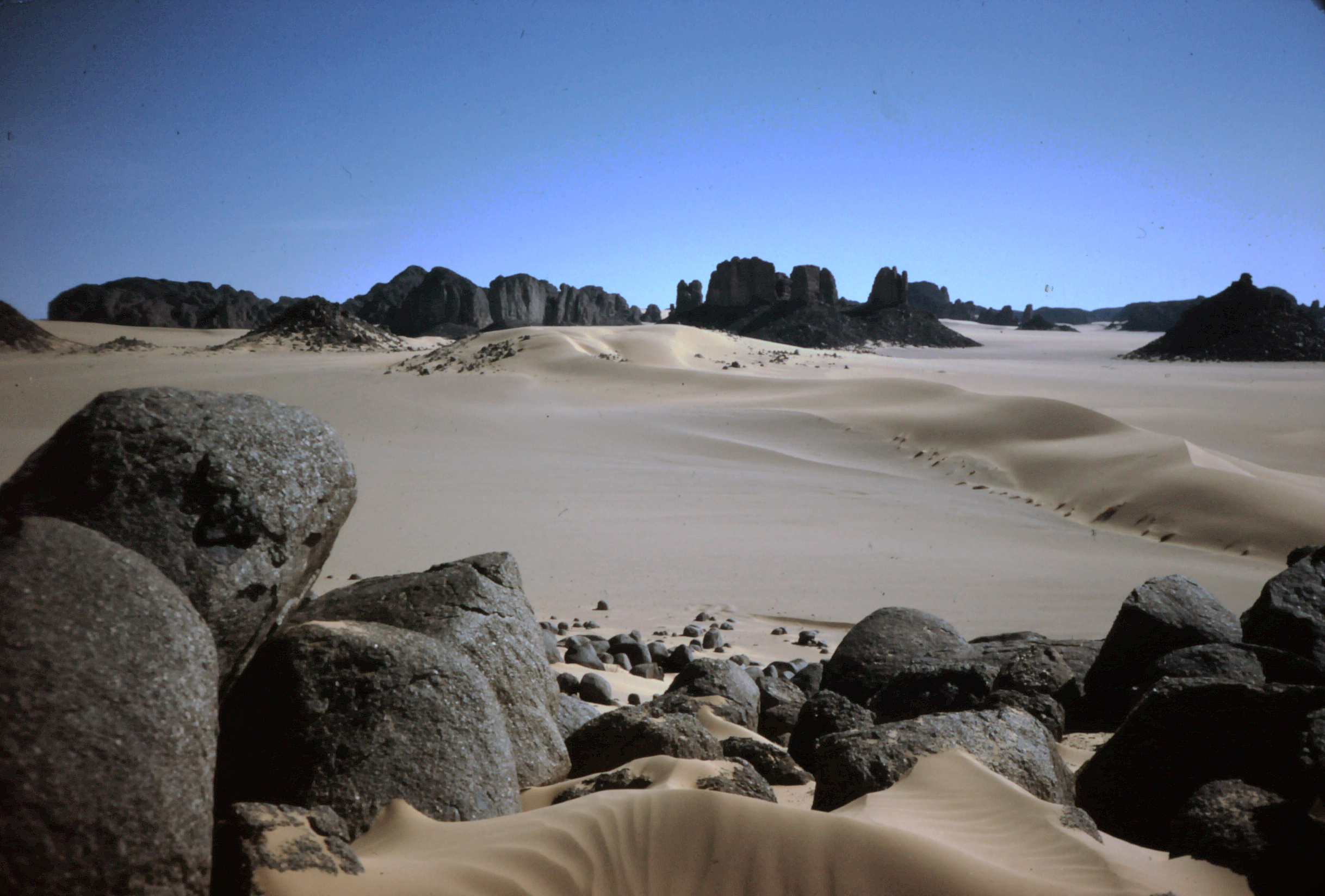
Desierto circundante
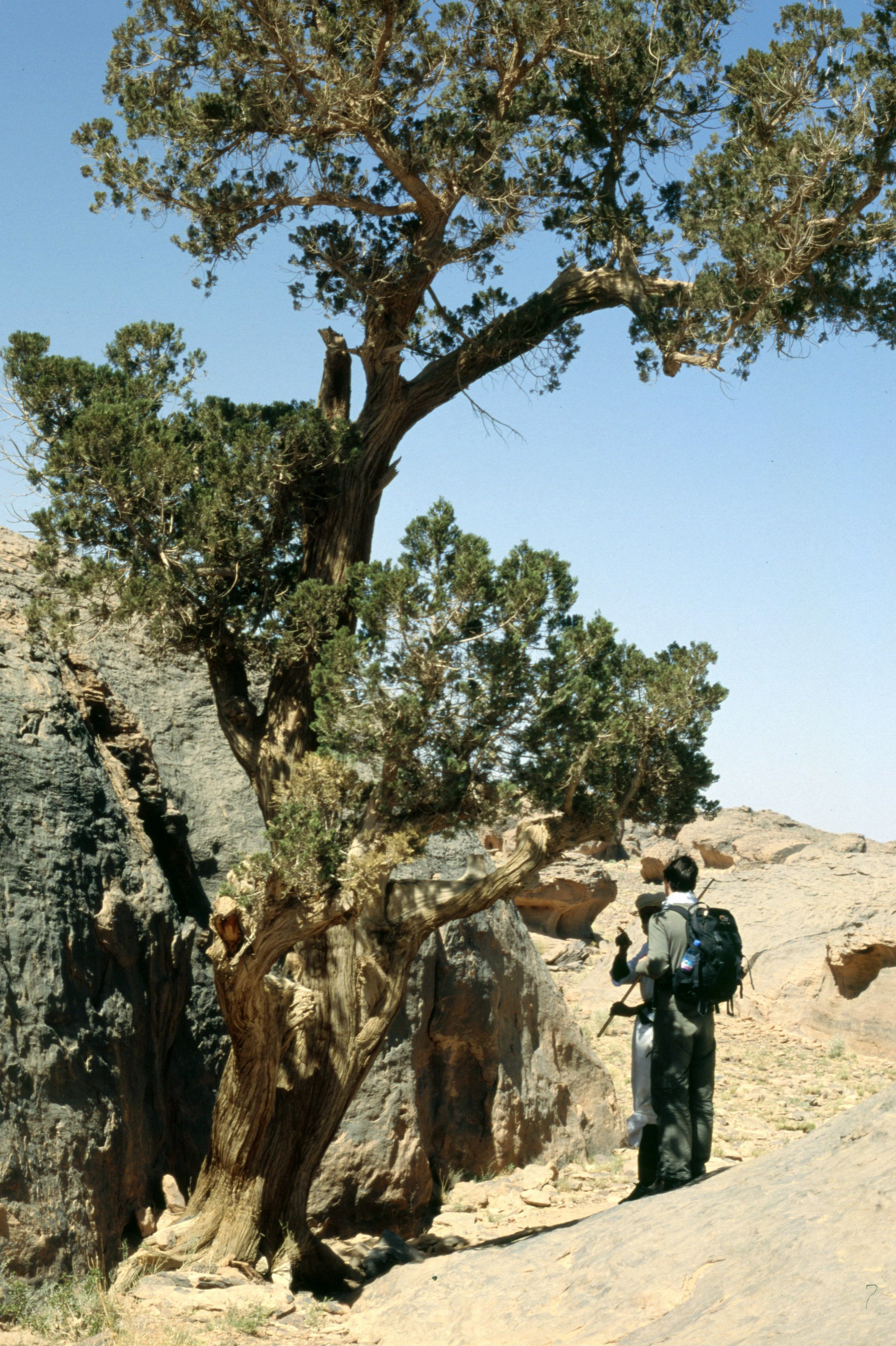
Cipreses locales
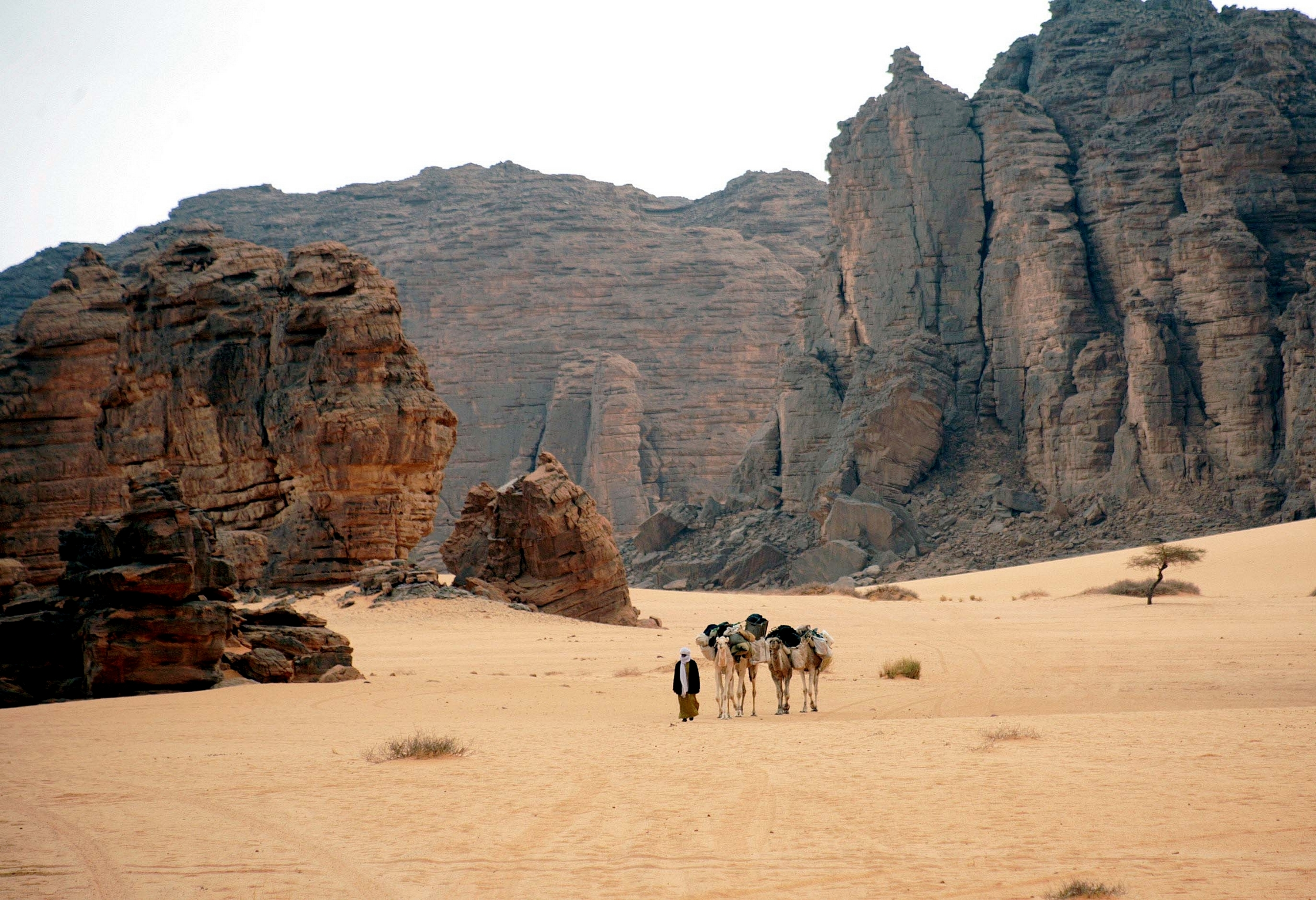
Acantilados y areniscas